# Typhula vermiculata
Typhula vermiculata är en svampart som beskrevs av I. Hino & Katum. 1957. Typhula vermiculata ingår i släktet Typhula och familjen trådklubbor.   Inga underarter finns listade i Catalogue of Life.